# Torche humaine
Jonathan « Johnny » Storm, alias la Torche humaine (« Human Torch » en version originale) est un super-héros évoluant dans l'univers Marvel de la maison d'édition Marvel Comics. Créé par le scénariste Stan Lee et le dessinateur Jack Kirby, le personnage de fiction apparaît pour la première fois dans le comic book Fantastic Four (vol. 1) #1 en novembre 1961.
Membre fondateur de l’équipe des Quatre Fantastiques, Johnny Storm a la même apparence et les mêmes pouvoirs qu'un autre personnage, également baptisé la Torche humaine : Human Torch, un héros androïde créé en 1939 et sporadiquement utilisé après-guerre par Marvel Comics.

## Biographie du personnage

### Origines
Johnny Storm et sa sœur , Sue, ont vécu sans incident à Long Island jusqu'à ce que leur mère, Mary Storm, décède dans un accident de voiture. Leur père, Franklin Storm, médecin, n'a pas réussi à la sauver. Découragé, Franklin est tombé dans l'alcool et le jeu, se retrouvant finalement dans un pénitencier pour meurtre. Les enfants sont allés vivre avec leur tante Marygay Dinkins. Ayant grandi dans la banlieue de Glenville, Johnny Storm a été attiré par les automobiles, malgré la mort de sa mère dans un accident de voiture, et est devenu mécanicien compétent à un jeune âge.
Alors qu'il était encore adolescent, il a sauvé de manière désintéressée deux de ses amis d'un immeuble en feu. Habitué à l'aventure, Johnny a failli être choisi comme hôte humain du démon Zarathos et a été attaqué par la légendaire Sainte-Germaine, qui cherchait le pouvoir pour elle-même. Johnny a échappé à l'attrait de Zarathos avec l'aide de l'archéologue Max Parrish, l'oncle de Cammy Brandeis, pour qui Johnny avait un béguin.
Suivant sa sœur, Johnny fait la connaissance de son petit ami, le scientifique Reed Richards. Reed prévoyait de se lancer dans une mission sur la première fusée plus rapide que la lumière pour atteindre une planète semblable à la Terre appelée Spyre située à 44 années-lumière. Après avoir regardé à travers le scanner avancé que Reed a utilisé pour trouver cette planète, Johnny a été submergé par l'envie de rejoindre la mission, sentant que quelque chose l'attendait là-bas. À l'insu de Johnny, une habitante de Spyre nommée Kaila avait également été affectée par une sensation similaire lorsqu'elle a regardé la Terre à partir d'un appareil similaire. Johnny s'est entrainé de façon intense et est devenu le plus jeune pilote de la NASA.
Alors qu'il était initialement enrôlé comme pilote de secours, Johnny a rejoint Reed, Sue et son collègue pilote Ben Grimm lors d'un vol spatial non autorisé à bord de la fusée Marvel-1. Après le décollage, le vaisseau a traversé une tempête de rayons cosmiques qui l'a fait s'écraser sur Terre. Les quatre passagers ont été transformés par les radiations, Johnny acquérant la capacité d'envelopper son corps en feu. Se faisant appeler la Torche Humaine en hommage au héros du même nom de la Seconde Guerre mondiale, le jeune Johnny a trouvé une nouvelle aventure en participant à la création du groupe de super-héros les Quatre Fantastiques, se révélant être un membre inestimable quoique quelque peu instable de l'équipe.
Johnny Storm porte bien son pseudonyme de « Torche humaine » car, même sans ses super-pouvoirs, c'est une véritable « tête brûlée » même si, les années aidant, il a acquis un peu de maturité.
Sa personnalité exaspère souvent son coéquipier Ben Grimm dit "la Chose" (les deux se chamaillant souvent), ce dernier ne cessant de lui rappeler d'être plus sérieux.

### Parcours
Lorsque le Super-Skrull Kl'rt, possédant les pouvoirs combinés des Quatre Fantastiques, a attaqué l'équipe, la Torche Humaine a réussi à le piéger dans une grotte, mais il s'est échappé et s'est fait passer pour Franklin Storm. Les Quatre ont découvert le Super-Skrull, mais les Skrulls ont attaché une bombe sur la poitrine du vrai Franklin, et Franklin a sacrifié sa propre vie pour sauver ses enfants. Un voyage dans le monde natal des Skrull et la mort du chef de Guerre Skrull Morrat qui a autorisé le meurtre de Franklin, ont apporté une certaine vengeance, mais ce ne serait pas la dernière fois que les Skrull interviendraient dans la vie de Johnny.
Après avoir obtenu son diplôme d'études secondaires et avoir été confronté à Galactus, Johnny s'est inscrit à l'université Metro College, où il s'est lié d'amitié avec son colocataire, Wyatt Wingfoot. Wyatt a rejoint Johnny et les Quatre Fantastiques lors d'un voyage au Wakanda, où ils ont rencontré pour la première fois la Panthère noire et l'ont aidé à vaincre Klaw.
À cette époque, Johnny a rencontré la jeune Inhumaine Crystal. Ce fut le coup de foudre, et Johnny, avec le reste des Quatre Fantastiques, l'a aidée à renverser le prince Inhumain fou Maximus (en). Leur amour a été passionné mais de courte durée, car Crystal est retournée à Attilan et a épousé Vif-Argent, le fils de Magneto, portant finalement son enfant. Johnny était désespéré, mais a essayé de passer à autre chose. Malgré l'abandon de l'université, Johnny est resté ami avec Wyatt, qui a souvent participé aux aventures des Quatre Fantastiques et a ensuite été lié de manière romantique à Miss Hulk.
Amené à Battleworld par le Beyonder pendant les guerres secrètes et forcé de combattre divers super-méchants, Johnny a rencontré et a été guéri par Zsaji, une native de la planète. Physiquement mais pas émotionnellement attiré par Zsaji, Johnny a trouvé un rival improbable en Colossus, qui est tombé amoureux de la guérisseuse. Bien que Zsaji ait d'abord rendu l'affection de Johnny, elle a finalement choisi Colossus plutôt que la torche, mais a ensuite sacrifié sa propre vie pour sauver plusieurs héros mourants.
Johnny est retourné sur Terre, où il s'est retrouvé attiré par Alicia Masters, la petite amie de longue date de Ben Grimm resté sur Battleworld. La romance de Johnny et Alicia a aidé à éloigner la Chose des Quatre Fantastiques pendant une longue période. Johnny a atteint son point le plus bas lorsque Tommy Hanson, un de ses jeunes fans, s'est immolé par le feu pour tenter de ressembler davantage à son héros. En apprenant la mort du garçon, Johnny a envisagé de prendre sa retraite en tant que torche humaine, mais le Beyonder a réussi à l'en dissuader. Finalement, Johnny a épousé Alicia, mais la Chose jaloux a offert une place dans les Quatre Fantastiques à Crystal, qui était alors séparée de Vif-Argent. Les vieux sentiments de Johnny pour Crystal sont lentement revenus, mais son amour pour Alicia lui a permis de résister à la tentation, et Crystal a finalement quitté l'équipe.
On a appris par la suite que la skrull Lyja avait pris l'apparence d'Alicia Masters. Lorsqu'il découvrit la supercherie, il divorça, ne pouvant supporter cette « trahison ». Alors qu'ils étaient partis retrouver Alicia, Lyja a été blessée à mort pour protéger Johnny. Mr Fantastique a sauvé la vraie Alicia de son animation suspendue et ils ont été forcés de laisser le corps de Lyja et de s'échapper.
Un extraterrestre nommé Zius est venu plus tard sur Terre, à la recherche de Susan Richards le seul être de l'univers qui pouvait annuler le bouclier d'invisibilité dissimulant sa planète contre Galactus, Susan Richards. Zius a menacé de détruire la Terre si Sue ne se sacrifiait pas, mais Reed a utilisé une de ses inventions pour échanger ses pouvoirs avec ceux de Johnny et a piégé Zius pour qu'il quitte la planète. Alors qu'il quittait l'orbite, Galactus a détruit le vaisseau spatial de Zius et Johnny a été brièvement l'un des Hérauts de Galactus. Ne voulant pas conduire Galactus vers des mondes peuplés, Johnny a utilisé ses nouveaux pouvoirs pour analyser Galactus et, avec l'aide des Quatre Fantastiques et de Quasar, a réussi à transformer Galactus en forme humanoïde. Le pouvoir cosmique de Johnny s'est estompé, mais lors des efforts ultérieurs de Reed pour rendre les pouvoirs de Sue et Johnny, un reste du pouvoir a provoqué une impulsion qui a temporairement envoyé les pouvoirs des Quatre Fantastiques à quatre New-Yorkais au hasard.
Au tout début du crossover Civil War, Johnny fut gravement blessé par une foule en colère après les évènements de Stamford. Il meurt au cours d'une attaque d'Annihilus, en sauvant Ben Grimm et ses neveux Franklin et Valeria.

## Pouvoirs et capacités

### Pouvoirs
À la suite de son irradiation par les rayons cosmiques, Johnny Storm a acquis les super-pouvoirs suivants :
- il peut — à volonté et en présence d'oxygène — créer une enveloppe de flammes tout autour de son corps, ce qui lui permet de voler dans les airs. Il peut aussi enflammer une partie spécifique de son corps, indépendamment du reste ;
- il peut projeter des sortes de boules de feu ou générer des jets de flammes pour se défendre et, en ultime recours, générer une explosion d'une intensité comparable à l'énergie d'une nova. Il lui arrive aussi de foncer directement dans un obstacle pour le faire fondre de l'intérieur (en intensifiant la chaleur de sa flamme), ressortant indemne de l'autre côté ;
- lorsqu’il est sous sa forme enflammée, les projectiles (de petit calibre) fondent avant d'arriver sur lui ou brûlent à son contact.

### Points faibles
- Les adversaires de la Torche humaine utilisent souvent pour le neutraliser, entre autres, de l'eau (évidemment), du sable, mais aussi le froid et le vide (ou l'absence d'oxygène) pour éteindre sa flamme.
- Dans les années 1970, ses adversaires utilisaient aussi parfois l'amiante pour lutter contre lui.

## Apparitions dans d'autres médias
Sauf indication contraire, les informations mentionnées dans cette section peuvent être confirmées par la base de données cinématographiques IMDb,  présente dans la section « Liens externes ».

### Cinéma
Interprété par Jay Underwood

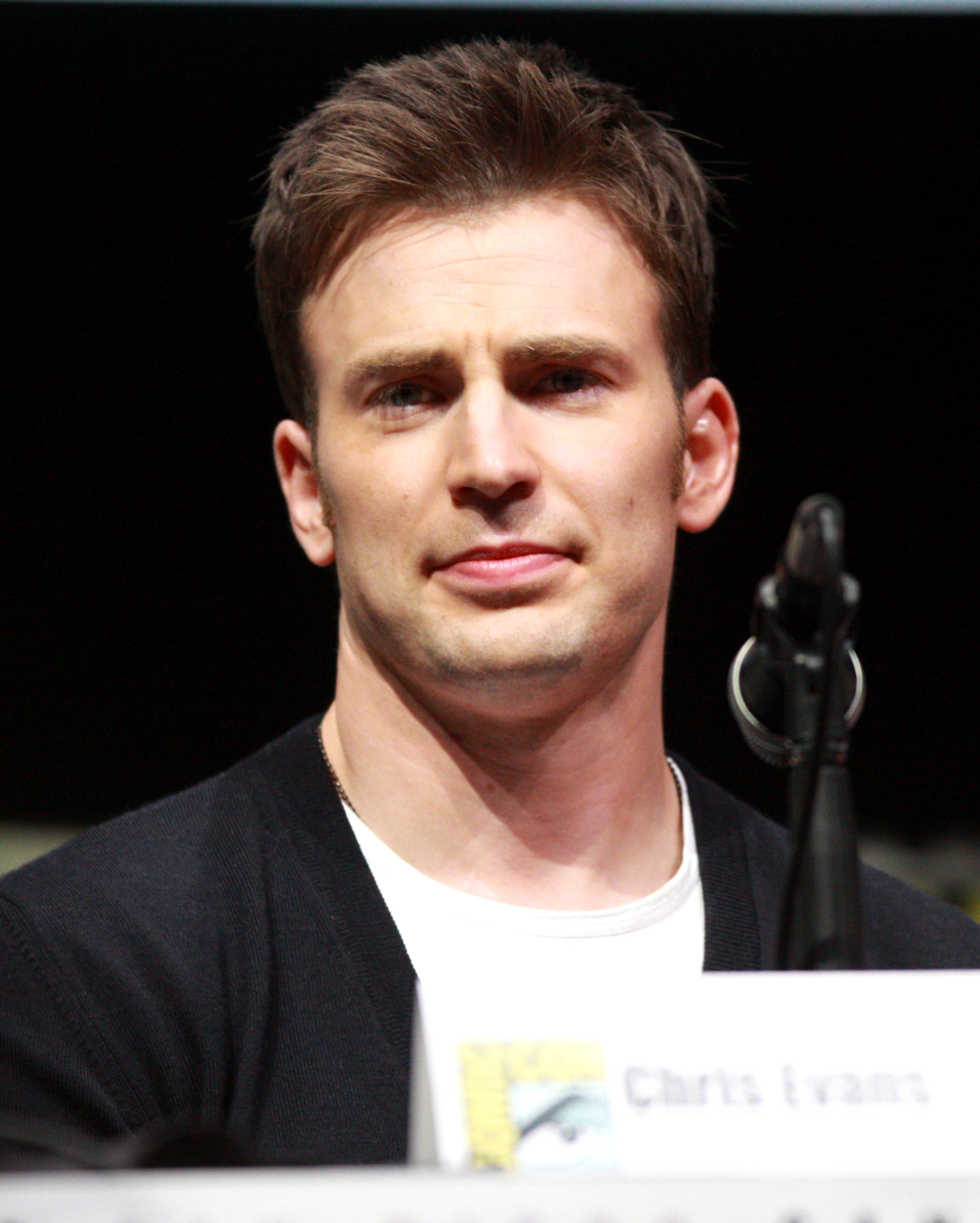
Chris Evans incarne Johnny Storm/La Torche humaine dans et Les 4 Fantastiques (2005), Les 4 Fantastiques et le Surfer d'Argent (2007) et Deadpool et Wolverine (2024).

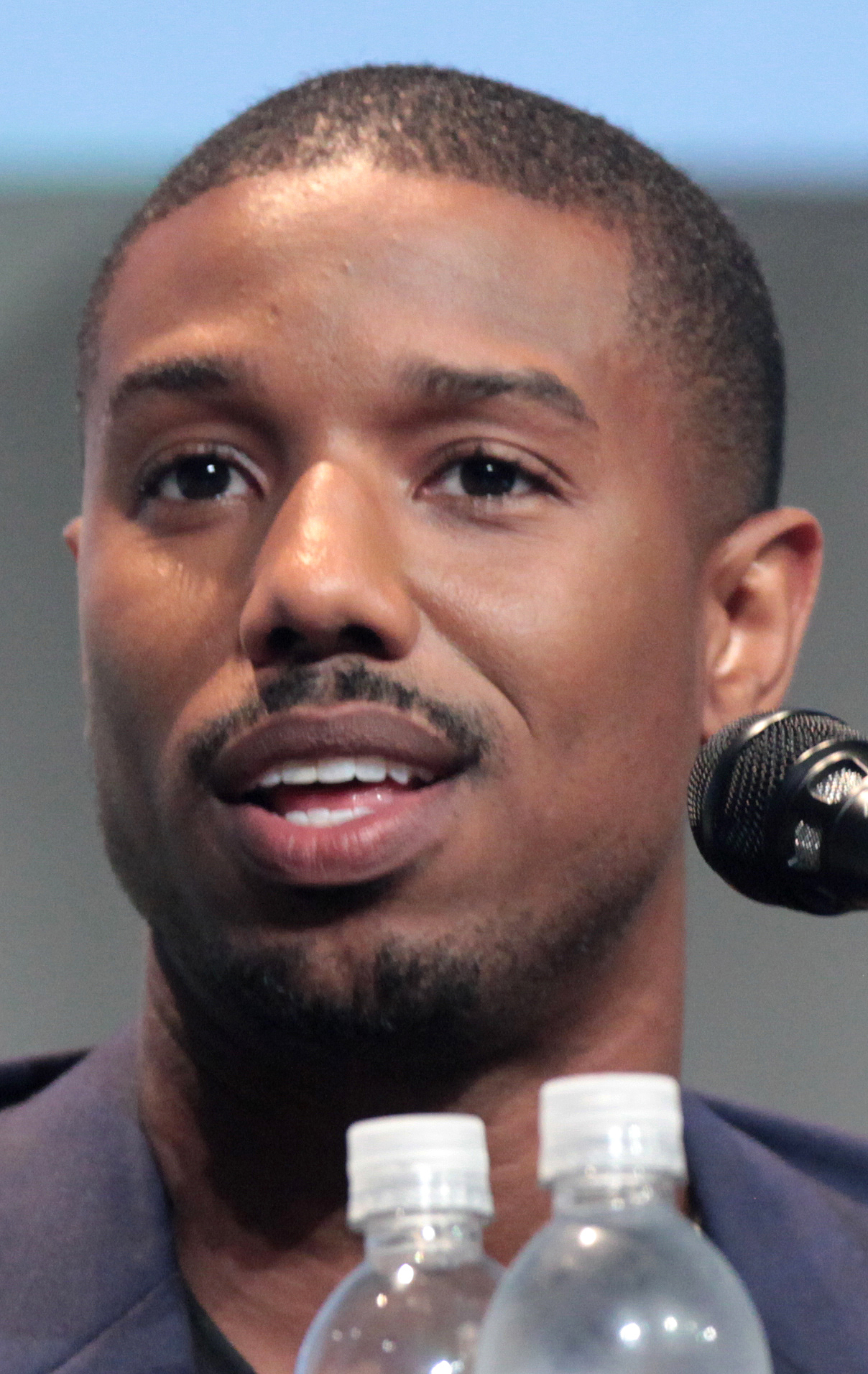
Michael B. Jordan incarne Johnny Storm/La Torche humaine dans Les 4 Fantastiques (2015).

- 1994 : Les Quatre Fantastiques réalisé par Oley Sassone[26],[27]

Interprété par Chris Evans
- 2005 : Les 4 Fantastiques réalisé par Tim Story[27]
- 2007 : Les 4 Fantastiques et le Surfer d'argent réalisé par Tim Story
- 2024 : Deadpool et Wolverine réalisé par Shawn Levy

Interprété par Michael B. Jordan
- 2015 : Les 4 Fantastiques réalisé de Josh Trank

L'acteur étant Afro-Américain, cela provoque des réactions négatives de la part de certains fans sur Internet. L'acteur répondra lui-même à ces critiques dans une longue lettre ouverte.
Note : Chris Evans et Michael B. Jordan interprètent respectivement Captain America et Erik Killmonger dans l'univers cinématographique Marvel.
Interprété par Joseph Quinn dans l'univers cinématographique Marvel.
- 2025 : The Fantastic Four: First Steps réalisé par Matt Shakman.
- 2026 : Avengers: Doomsday réalisé par Anthony et Joe Russo
- 2027 : Avengers: Secret Wars réalisé par Anthony et Joe Russo

### Film parodique
En 2008, une version humoristique du personnage apparaît sous les traits de l'acteur Simon Rex dans le film parodique Super Héros Movie.

### Télévision
- 1967-1968 : Les Quatre Fantastiques (série d'animation) - doublé en anglais par Jack Flounders
- 1994-1996 : Les Quatre Fantastiques (série d'animation) - doublé en anglais par Quinton Flynn durant la 1re saison, puis Brian Austin Green
- 1997 : Spider-Man, l'homme-araignée (série d'animation) - doublé en anglais par Quinton Flynn
- 2006-2007 : Les Quatre Fantastiques (série d'animation) - doublé en anglais par Christopher Jacot (en)
- 2009-2011 : The Super Hero Squad Show (série d'animation)
- 2010-2012 : Avengers : L'Équipe des super-héros (série d'animation) - doublé en anglais par David Kaufman
- 2014 : Hulk et les Agents du S.M.A.S.H. (série d'animation)

### Jeux vidéo
- 2000 : Spider-Man
- 2005 : Les Quatre Fantastiques
- 2005 : Marvel Nemesis: Rise of the Imperfects
- 2005 : Ultimate Spider-Man
- 2006 : Marvel: Ultimate Alliance
- 2007 : Les Quatre Fantastiques et le Surfer d'argent
- 2009 : Marvel: Ultimate Alliance 2
- 2011 : Marvel Super Hero Squad Online
- 2012 : Marvel Avengers: Battle for Earth
- 2013 : Marvel Heroes
- 2013 : Lego Marvel Super Heroes
- 2016 : Lego Marvel's Avengers
- 2019 : Marvel : Tournoi des champions
- 2025 : Marvel Rivals

## Jim Hammond, la première Torche humaine
Une première Torche humaine a existé avant Johnny Storm. Il s'agit d'un androïde créé en 1939 par le professeur Phineas Horton (en) et le Docteur Némésis (alias James Bradley). Il se faisait appeler Jim Hammond et était membre des Envahisseurs. Ce fut lui également qui forma le jeune super-héros Toro qui, avec lui et Sun-Girl, devint justicier après la Seconde Guerre mondiale. La série cesse de paraître après-guerre, et il est ensuite révélé que le personnage est mort en 1955 après avoir perdu le contrôle de ses pouvoirs.
Ramené une première fois à la vie par le Penseur fou pour affronter les Quatre fantastiques, Jim Hammond meurt à nouveau après un combat contre son homonyme. Il est, beaucoup plus tard, ressuscité dans la série Les Vengeurs de la Côte Ouest.